# Otto Friedrich op dem Hamme gen. von Schoeppingk

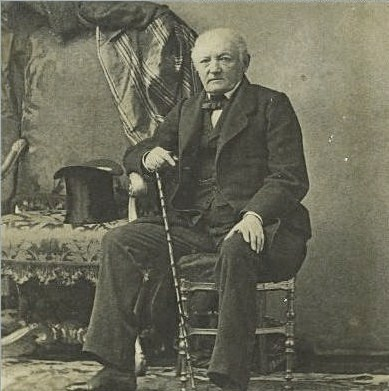
Otto Friedrich op dem Hamme gen. von Schoeppingk (1860)

Otto Friedrich op dem Hamme gen. von Schoeppingk (russisch: Отто Дмитриевич Шеппинг, * 1. Juli 1790 in Kurland; † 13. Januar 1874 in Wiesbaden) war ein deutsch-baltischer Adeliger und Generalmajor in der Kaiserlichen-russischen Armee.

## Leben
Er wurde im Jesuiteninternat in Sankt Petersburg ausgebildet und trat 1805 seinen Dienst als Kadett am College für Auswärtige Angelegenheiten an. Im Januar 1810 wurde er zur russischen diplomatischen Vertretung in Berlin entsandt. Am 1. Januar 1811 kam er zurück und wurde als Übersetzer im Außenministerium eingesetzt. 1812 wechselte er vom öffentlichen Dienst in die Kaiserlich russische Armee und versah seinen Dienst als Fahnenjunker in einer Artillerie-Kompanie. Noch im gleichen Jahr wurde er zum Fähnrich befördert und erlebte seine ersten Kriegseinsätze während des Vaterländischen Krieges von 1812. Er kämpfte in Wizebsk, Smolensk, Borodin, Tarutyne und Malojaroslawez und marschierte mit der russischen Armee nach Paris. Im Dezember 1812 wurde er in das Kavallerie-Garde-Regiment  versetzt und zum Generaladjutanten  des Generalmajors Alexander Iwanowitsch Tschernyschow ernannt. Zum Kapitän wurde er am 1. Dezember 1814 befördert und am 1. August 1815 zum Adjutanten des Zaren Alexander I.ernannt. Im Jahre 1817 wurde er zu einem Sonderauftrag abkommandiert, er begleitete die zukünftige Gattin des späteren Zaren Nikolaus I. Prinzessin Charlotte von Preußen nach Russland.
Am 12. Dezember 1817 wurde er zum Oberst befördert, 1819 wurde er stellvertretender Stabschef des Garde-Korps und am 28. November 1824 wurde er im Rang eines Generalmajors mit allen Ehren und Privilegien aus der Armee entlassen. 1863 wurde er vom Moskauer Adel zum Abgeordneten in den Staatsrat gewählt, war aber politisch nicht aktiv. Die letzten zwanzig Jahre seines Lebens lebte er mit seiner Familie hauptsächlich in Paris, er starb am 13. Januar 1874 im Alter von 83 Jahren in Wiesbaden.

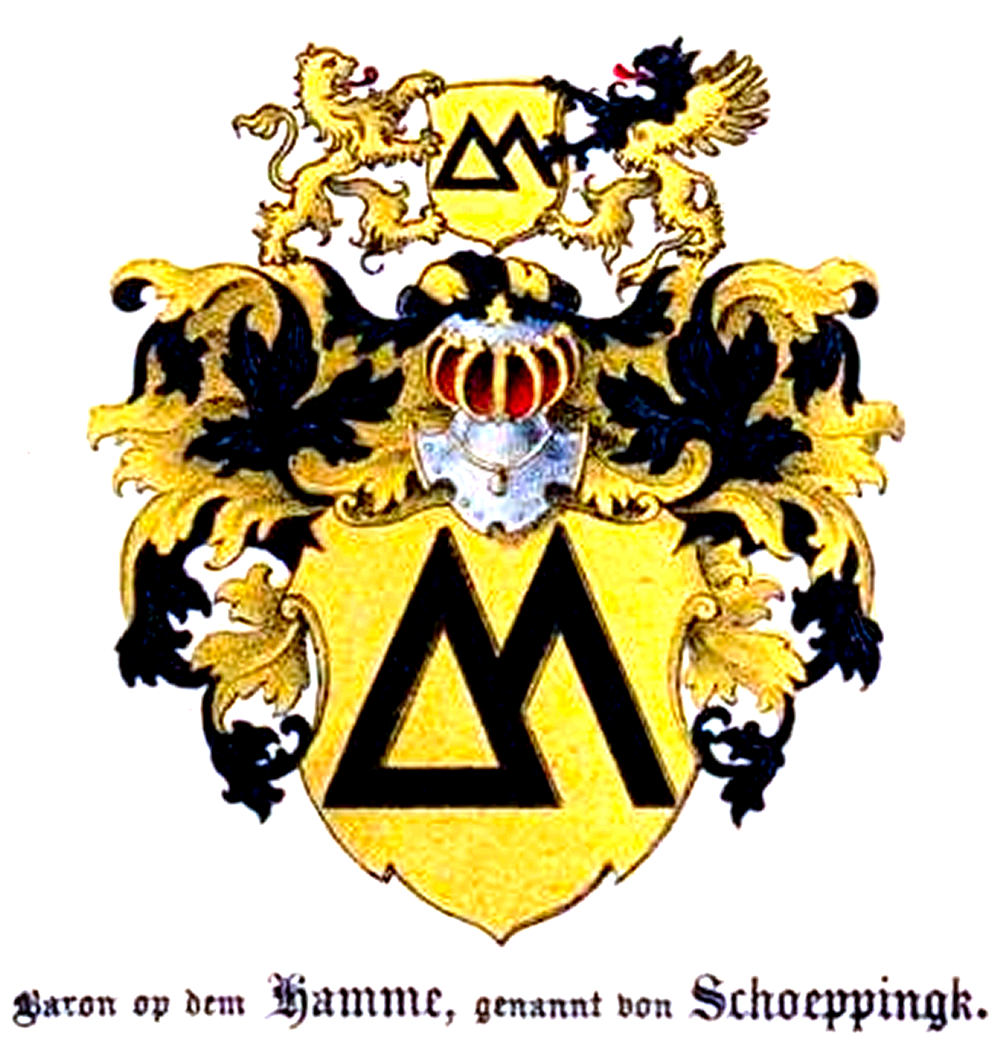
Familienwappen derer Op dem Hamme gen. von Schoeppingk

## Auszeichnungen
- Orden des Heiligen Wladimir, 3. und 4. Klasse
- Russischer Orden der Heiligen Anna, 4. und 2. Klasse
- Goldenes Schwert für Tapferkeit
- Pour le Mérite
- Medaille für den Einzug in Paris
- Schwertorden

## Herkunft und Familie

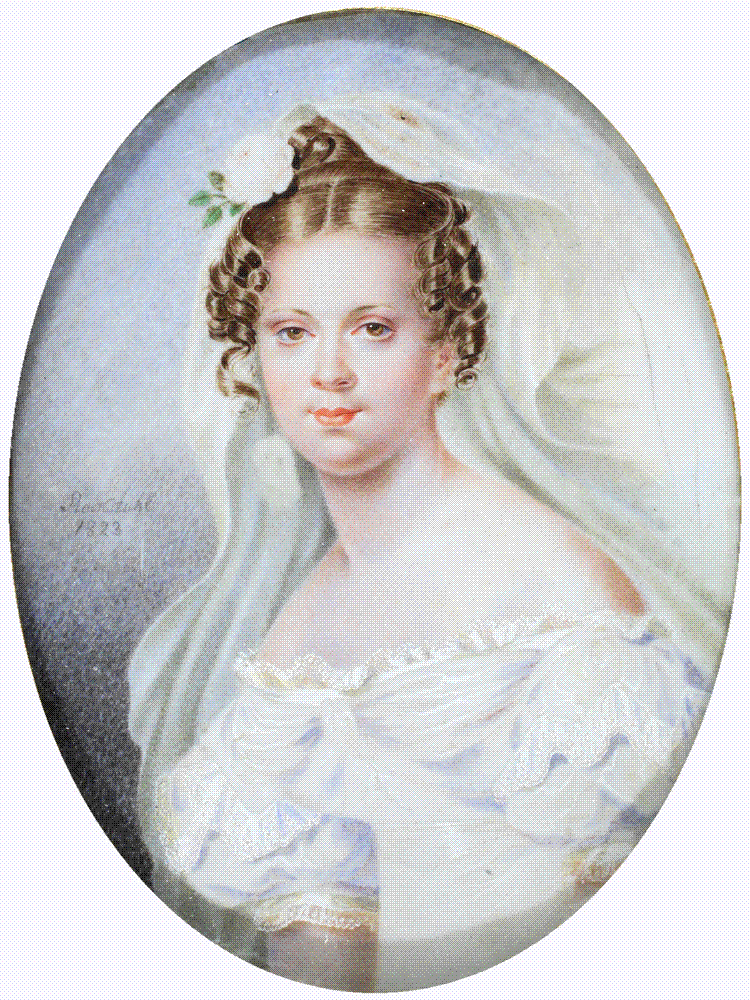
Maria Dmitrewna Chertkowa (1822)

Otto Friedrich stammte aus dem deutsch-baltischen Adelsgeschlecht Op dem Hamme gen. von Schoeppingk, welches seit der Mitte des 16. Jahrhunderts im Baltikum beheimatet war. Sein Vater war Dietrich Ernst op dem Hamme gen. von Schoeppingk (1749–1818), der mit Elisabeth von Stackelberg (1760–1837) verheiratet war. Sein Bruder war der russische Geheimrat Magnus Friedrich op dem Hamme gen. von Schoeppingk (1779–1855). Otto Friedrich heiratete im Jahr 1822 Maria Dmitrewna Chertkowa (* 1799; † 1894 in Wiesbaden), ihr Sohn war Dmitri Ottowitsch op dem Hamme gen. von Schoeppingk (* 1823 in Sankt Petersburg; † 1895 in Moskau), dieser wurde ein bekannter Archäologe und Ethnologe in Russland.